# GKPW-59 Gorzów Wielkopolski

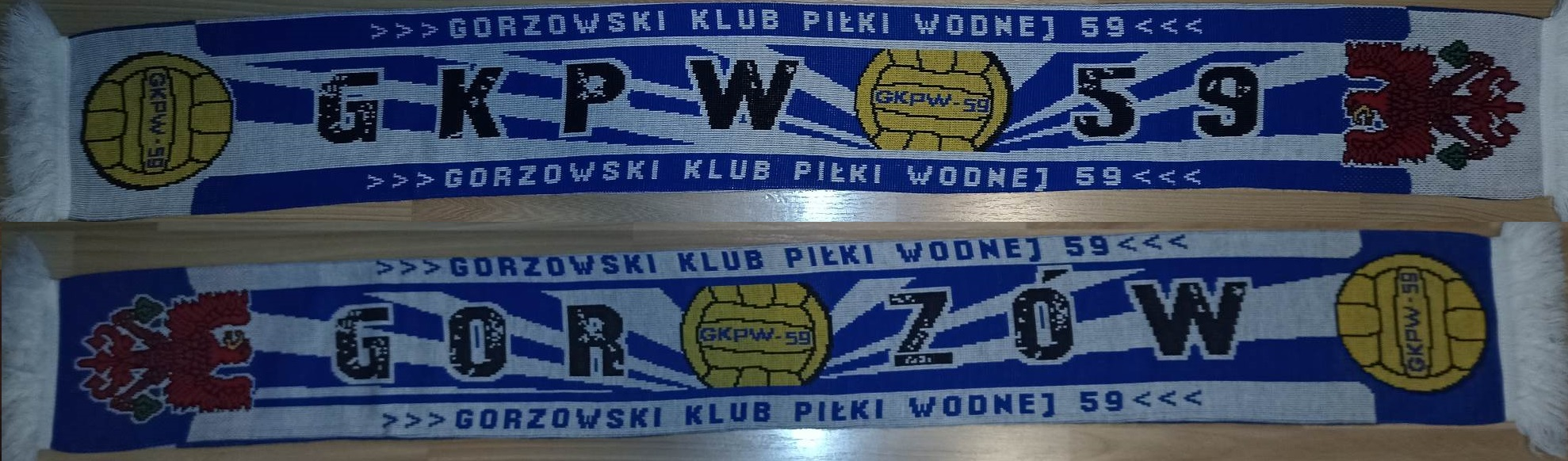
Szalik kibicowski GKPW-59 Gorzów Wielkopolski

GKPW-59 Gorzów Wielkopolski – polski klub piłki wodnej z siedzibą w Gorzowie Wielkopolskim. Kontynuator tradycji powołanej w 1959 roku sekcji ZKS Stilonu i w 1997 roku MKP Słowianki Gorzów Wielkopolski. Sezon 2016/2017 był ostatnim w którym drużyna uczestniczyła w rozgrywkach mistrzostw Polski. Klub obecnie zajmuje się szkoleniem młodzieży.

## Sukcesy[3]
Młodzieżowe
Mistrzostwa Polski juniorów
- 1. miejsce: 2010, 2011
- 2. miejsce: 2008, 2013
- 3. miejsce: 2009, 2012, 2014

Puchar Młodzieżowca
- 3. miejsce: 2013